# Condeissiat
Condeissiat település Franciaországban, Ain megyében. Lakosainak száma 815 fő (2022. január 1.). Condeissiat Chanoz-Châtenay, Chaveyriat, Montracol, Neuville-les-Dames, Romans, Saint-André-le-Bouchoux és Saint-André-sur-Vieux-Jonc községekkel határos.

## Népesség
A település népességének változása:
| Lakosok száma | 519  | 496  | 581  | 733  | 806  | 830  | 822  | 817  | 817  | 815  |
|               | 1968 | 1982 | 1990 | 2006 | 2013 | 2015 | 2017 | 2019 | 2020 | 2022 |